# Diplomystus
Diplomystus es un género extinto de peces actinopterigios prehistóricos. Fue descrito por Cope en 1877.
Vivió en Italia, Nueva Zelanda, Marruecos, Japón, Guinea Ecuatorial y los Estados Unidos (Wyoming).

## Fósiles

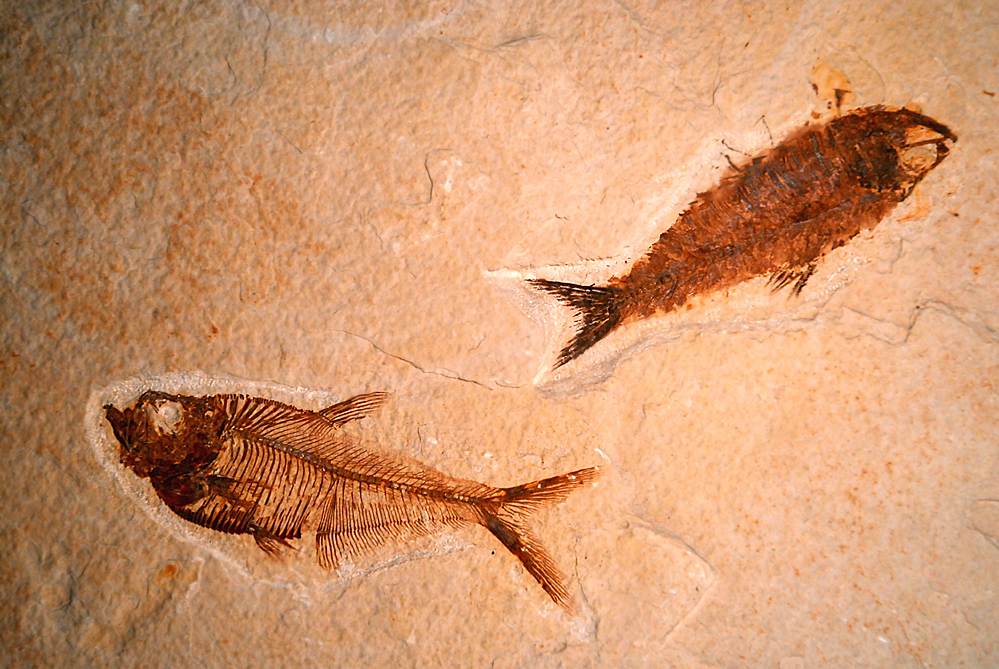
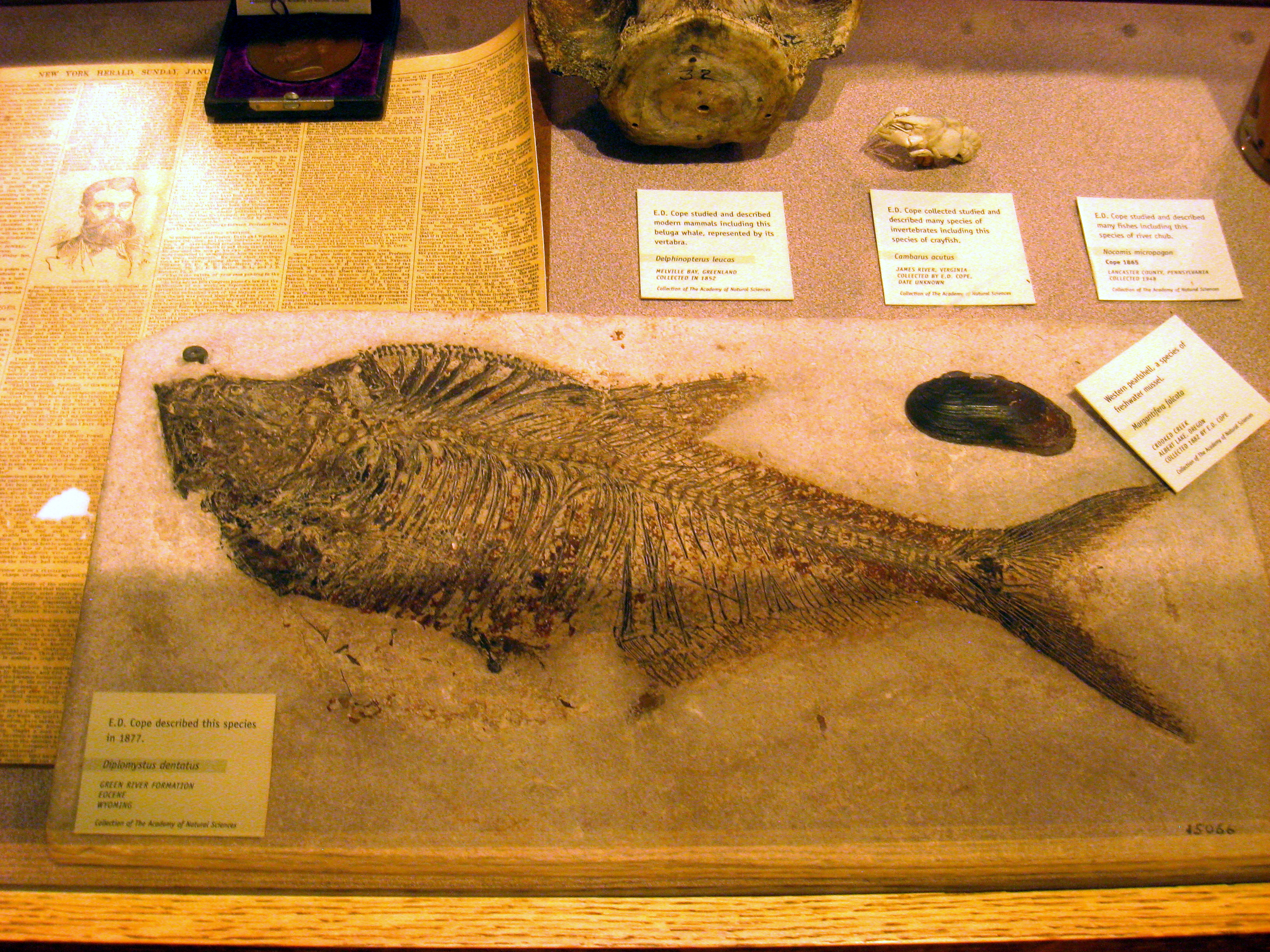
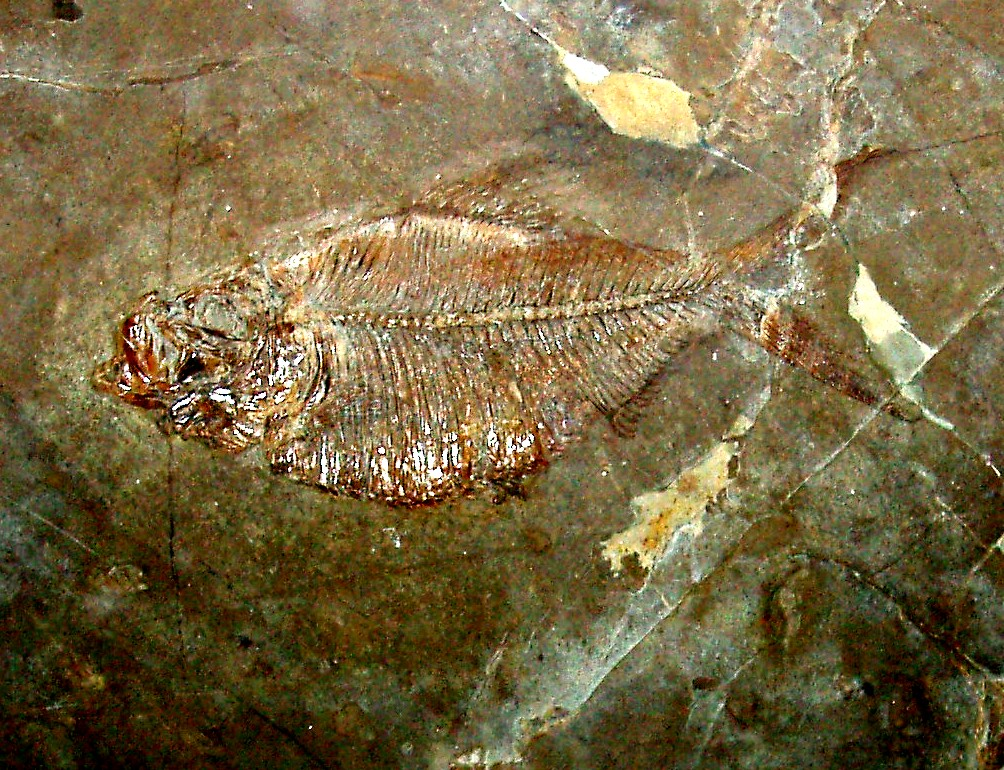
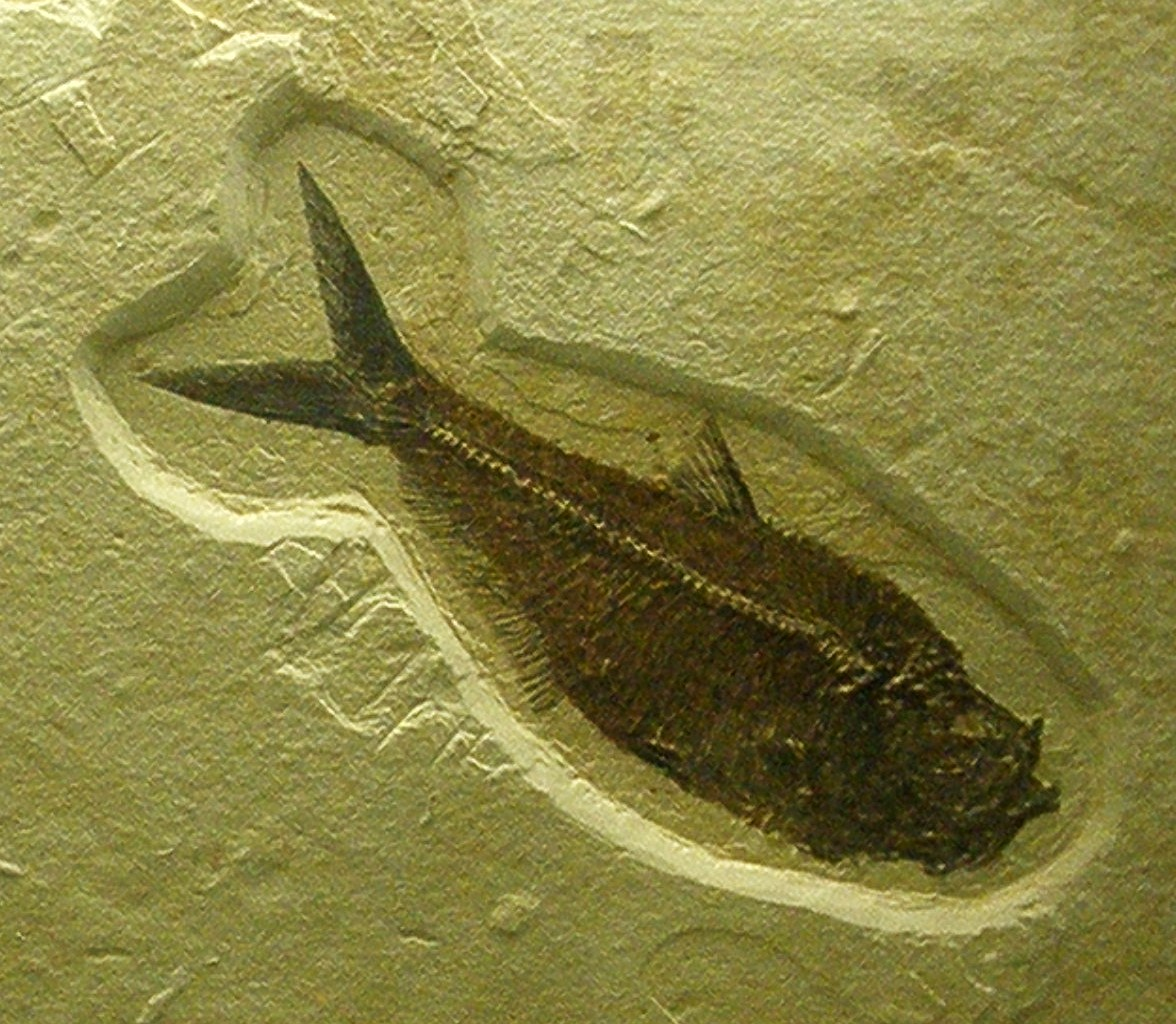
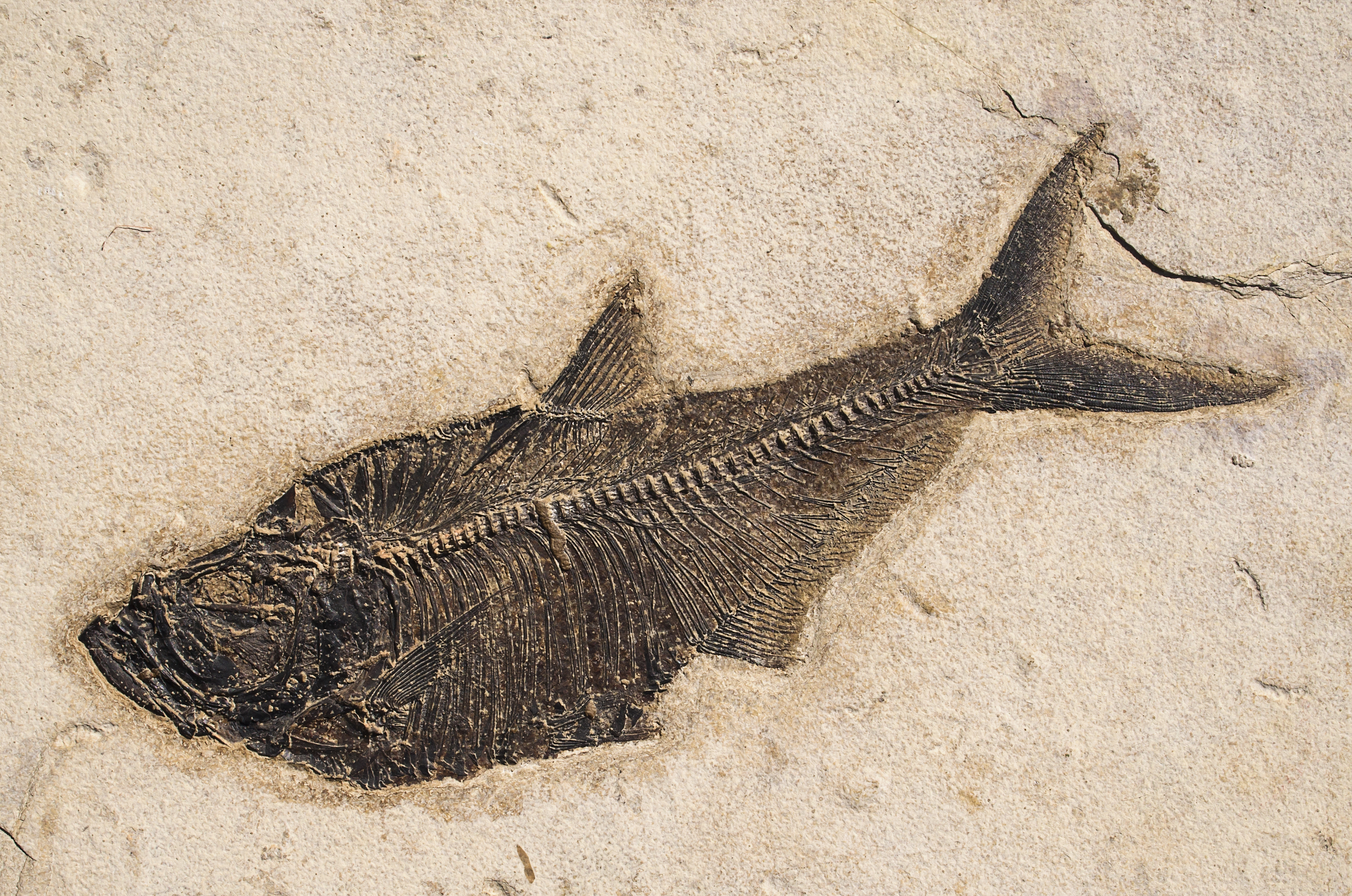